# 1985 en mathématiques
| Années des mathématiques : 1982 - 1983 - 1984 - 1985 - 1986 - 1987 - 1988    |
| Décennies des mathématiques : 1950 - 1960 - 1970 - 1980 - 1990 - 2000 - 2010 |

Cet article présente les faits marquants de l'année 1985 en mathématiques.

## Naissances
- 17 mars : Patrick Farrell, mathématicien irlandais.
- 30 avril : Kaisa Matomäki, mathématicienne finlandaise.
- Wes McKinney, statisticien américain et développeur Python.

## Décès
- 19 février : Wilhelm Specht (né en 1907), mathématicien allemand.
- 8 mars : Laura Guggenbühl (née en 1901), mathématicienne américaine.
- Reuben Goodstein (né en 1912), mathématicien et logicien britannique.
- Laura Guggenbühl (née en 1901), mathématicienne américaine.
- 5 avril : André Néron (né en 1922), mathématicien français.
- 12 juin : Hua Luogeng (né en 1910), mathématicien chinois.
- 12 juillet : Herbert John Ryser (né en 1923), mathématicien américain.
- 20 juillet : Bruno de Finetti (né en 1906), mathématicien italien.
- 30 juillet : Julia Robinson (née en 1919), mathématicienne américaine.
- 4 août : Max Krook (né en 1913), mathématicien et physicien américain.
- 7 août : Gábor Szegő (né en 1895), mathématicien hongrois.
- 9 août : Paul Labérenne (né en 1902), mathématicien français.
- 29 août : Jean Braconnier (né en 1922), mathématicien français.
- 7 septembre : George Pólya (né en 1887), mathématicien américain d'origine hongroise.
- 30 septembre : Bernard Vauquois (né en 1929), mathématicien et informaticien français.
- 5 octobre :
  - Harald Cramér (né en 1893), mathématicien et statisticien suédois.
  - Karl Menger (né en 1902), mathématicien autrichien.
- 8 octobre : William Gordon Welchman (né en 1906), mathématicien et cryptographe britannique.
- 29 octobre : Evgueni Lifchits (né en 1915), physicien et mathématicien russe.
- 9 novembre : L. H. C. Tippett (né en 1902), statisticien britannique.
- 23 décembre : Alfred Brauer (né en 1894), mathématicien allemand-américain.